# Matafelon-Granges
Matafelon-Granges är en kommun i departementet Ain i regionen Auvergne-Rhône-Alpes i östra Frankrike. Kommunen ligger  i kantonen Izernore som ligger i arrondissementet Nantua. Kommunens areal är 21,54 km². År 2022 hade Matafelon-Granges 630 invånare.

## Befolkningsutveckling
Antalet invånare i kommunen Matafelon-Granges
Referens: INSEE